# Taenaris hadina
Taenaris hadina är en fjärilsart som beskrevs av Hans Fruhstorfer 1904. Taenaris hadina ingår i släktet Taenaris och familjen praktfjärilar. Inga underarter finns listade i Catalogue of Life.